# Corneilla-la-Rivière
Corneilla-la-Rivière är en kommun i departementet Pyrénées-Orientales i regionen Occitanien i södra Frankrike. Kommunen ligger i kantonen Millas som tillhör arrondissementet Perpignan. År 2022 hade Corneilla-la-Rivière 2 013 invånare.

## Befolkningsutveckling
Antalet invånare i kommunen Corneilla-la-Rivière
| Referens: INSEE |